# Томми Каревик
Томми Каревик (Tommy Karevik; родился 1 ноября 1981 года) ― шведский певец, известен как вокалист групп Kamelot и Seventh Wonder.

## Карьера

### Seventh Wonder
В 2004 году Каревик записал несколько песен с Vindictiv. Вскоре после этого он покинул группу, присоединившись к прогрессив-метал группе Seventh Wonder, до выхода их дебютного альбома Become (2005). Когда Томми присоединился к группе, они недолго гастролировали в поддержку альбома.
Группа вернулась в студию, желая записать новый материал с новым вокалистом. Альбом был назван Waiting in the Wings. Его релиз состоялся в 2006 году. Альбом был встречен с положительными отзывами.
В 2008 году выпустили концептуальный альбом Mercy Falls, в 2010 ― The Great Escape.
После того, как Каревик стал вокалистом Kamelot в 2012 году, Seventh Wonder воссоединилась лишь 2013, сыграла на нескольких фестивалях и объявила, что запишут концертный DVD с 2014 ProgPower USA Festival, где будут песни с альбома Mercy Falls.
В 2016 году группа подписала контракт с итальянской звукозаписывающей кампанией Frontiers Records на выпуск концертного CD/DVD Welcome To Atlanta Live 2014 23 сентября 2016 года. Позже сказали, что выйдет студийный альбом под названием Tiara; его релиз состоялся 12 октября 2018 года.

### Kamelot
В 2011 году Каревик выступал в качестве приглашённого вокалиста на выступлениях американской симфоник-метал группы Kamelot. Kamelot гастролировали без вокалиста, Роя Хана, который не смог выступать и-за личных проблем, а также и-за здоровья. Хана заменял итальянский певец Фабио Лионе (Rhapsody of Fire). Во время тура Kamelot объявили, что Хан покинул группу. 22 июня 2012 года Каревик стал официальной заменой Роя Хана. Томас Янглбалд писал:
У нас было около 800 кандидатов, среди которых был ряд известных музыкантов и отказать им было действительно непросто.

Я слушал клип со студийной записью с Томми и должен признаться, что его исполнение действительно меня поразило. Его подход к мелодиям и темам идеально подходит Kamelot, и в ходе нашего европейского турне мы неоднократно убеждались в том, насколько он отличный парень!
С ним группа записала 3 студийных альбома: Silverthorn, релиз которого состоялся в октябре 2012 года, Haven (5 мая 2015 года) и The Shadow Theory (6 апреля 2018 года). А также 14 августа 2020 состоялся релиз концертного альбома  I Am The Empire ― Live From The 013.

В августе 2020 Kamelot объявили, что у них есть новый материал:
У нас есть сейчас на руках порядка двадцати пяти песен, чего никогда с нами не было — никогда. Так что нам нужно убить много милашек ради альбома, что отстойно. Буквально на днях я Zoom'ился с Томми [Каревиком] и Оливером [Палотаи], и мы должны быстрее принимать решение, потому что нам нужно сосредоточиться на 12–13 треках. Так что да, материала больше чем обычно. Есть очень клёвые темы, и я думаю, многое из того, что ждут поклонники, но не обойдётся и без сюрпризов. То, что Томми сочиняет материал, — небывалая удача, он принёс очень классный материал. Ну и, конечно же, Оливер и я, а также подключился Алекс [Ланденбург], предложивший классные идеи. Алекс очень классный. Так что да — должно быть классно. Мы медленно всё собираем воедино. Пока намечаем, что всё случится в середине следующего года. Надеюсь, что случится. Если нет, то мы хотя бы будем готовы.

### Ayreon
Каревик принимал участие в записи альбома The Theory of Everything группы Ayreon в 2013 году, в 2017 в альбоме The Source, принимал участие в концертном альбоме Ayreon Universe – The Best of Ayreon Live (2018), а также в 2020 ― в альбоме Transistus.

## Личная жизнь
Каревик 19 июня 2019 года написал на своей странице в Facebook, что помолвлен с Kobra Paige из Kobra and the Lotus:
Она сказала "да"! Я самый счастливый человек в мире! Прекрасный ужин в Стокгольме, на котором наши семьи встретились впервые (но определённо не в последний раз). Мы будем одной большой скандиканадской семьёй! Огромное спасибо @jonasdahlbom и @piamatilda за прекрасную еду и отличную помощь в планировании всего этого вместе со мной! Без тебя не было бы так здорово. Как здорово жить! За счастье, что бы это ни значило для вас!

## Дискография

### Seventh Wonder
- Waiting in the Wings (2006)
- Mercy Falls (2008)
- The Great Escape (2010)
- Welcome To Atlanta Live 2014 (2016)
- Tiara (2018)
- The Testament (2022)

### Firecracker
- Born of Fire (2010)

### PelleK
- My Demons (2010)
- Bag of Tricks (2012)

### Kamelot
- Silverthorn (2012)
- Haven (2015)
- The Shadow Theory (2018)
- I Am the Empire – Live from the 013 (2020, live)

### Ayreon
- The Theory of Everything (2013)
- The Source (2017)
- Ayreon Universe — The Best of Ayreon Live (2018)
- Transitus (2020)